# 切里亚诺拉盖托
45°37′44″N 9°04′45″E / 45.6289799°N 9.079028000000001°E
切里亚诺拉盖托（義大利語： [tʃeˈrjaːno laˈɡetto]），是意大利蒙萨和布里安萨省的一个市镇。总面积7平方公里，人口6292人，人口密度898.9人/平方公里（2009年）。ISTAT代码为015069。